# Große Synagoge (Botoșani)

Große Synagoge in Roman: Innenansicht mit Thoraschrein

Die Große Synagoge in Botoșani, einer Stadt im Nordosten Rumäniens in der Region Westmoldau im gleichnamigen Kreis, wurde 1834 errichtet. Die Synagoge mit der Adresse Marchian Nr. 1 ist ein geschütztes Kulturdenkmal.
Die Große Synagoge war eine von 54 Synagogen der Stadt im Jahr 1936. Die Fassade wird durch Pilaster gegliedert.
Bemerkenswert ist die üppige Ausschmückung des Thoraschreins und die Wandmalereien.